# Blakea paludosa
Blakea paludosa är en tvåhjärtbladig växtart som beskrevs av Henry Allan Gleason. Blakea paludosa ingår i släktet Blakea och familjen Melastomataceae. Inga underarter finns listade i Catalogue of Life.